# رجم دموش
رجم دموش (به عربی: رجم دموش) یک شهرداری در الجزایر است که در استان سیدی بلعباس واقع شده‌است.